# Macaco-prego-do-papo-amarelo
Macaco-prego-do-papo-amarelo (nome científico: Sapajus cay) é uma espécie de macaco-prego que ocorre no sul do Mato Grosso e Mato Grosso do Sul e extremo sudeste de Goiás, no Brasil; sudeste da Bolívia, leste do Paraguai e norte da Argentina. Ocorre em áreas de floresta úmida, no Pantanal e no Chaco seco, tendo sua distribuição limitada a oeste pelos Andes e, a leste, pelo rio Paraguai. Habita florestas de galeria em ambientes abertos do Mato Grosso e Mato Grosso do Sul, no Brasil. Apesar disso, não ocorre no Chaco boliviano. Ocorre nos Yungas, no sul da Bolívia e norte da Argentina, apesar de que essa população não parece contínua com nenhuma outra conhecida. Segundo Silva Jr (2001), é uma espécie separada, Sapajus cay, mas já foi considerado subespécie de Sapajus libidinosus. Groves (2001) o classificou como Cebus libidinosus paraguayanus.
É uma espécie relativamente pequena, sem dimorfismo sexual. Tem entre 40 e 45 cm de comprimento, com a cauda tendo entre 41 e 47 cm; pesa entre 3 e 3,5 kg. Sua coloração é variável, mas geralmente é de uma amarelo pálido, e o topete varia do pálido até um marrom escuro, e é formado por dois tufos de pelos se assemelhando a cornos. Existe uma pequena barba branca.

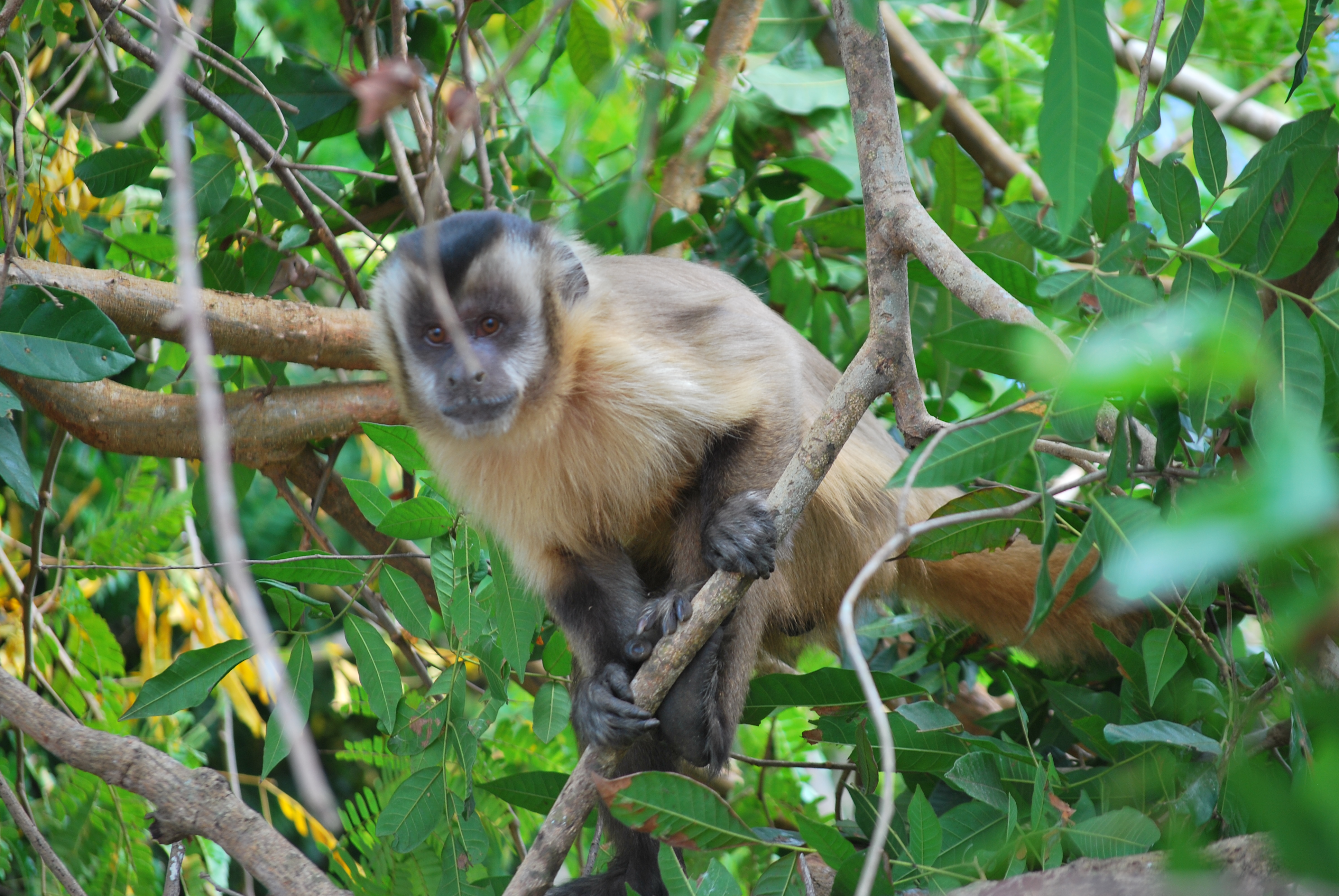
Juvenil.

Aparentemente, não corre risco de extinção, pois possui distribuição geográfica ampla e é adaptável, ocorrendo em muitas unidades de conservação, no Brasil (Parque Nacional da Serra da Bodoquena e no Parque Nacional do Pantanal Matogrossense), no Paraguai (Parque Nacional Caaguazú, Parque Nacional Cerro Corá e Parque Nacional Ybycui), na Bolívia (Parque Nacional de Noel Kempff Mercado) e na Argentina (Parque Nacional El Rey, Parque Nacional Baritú e Parque Nacional Calilegua).